# 16264 Richlee
A 16264 Richlee (ideiglenes jelöléssel 2000 JH40) a Naprendszer kisbolygóövében található aszteroida. A LINEAR projekt keretében fedezték fel 2000. május 7-én.